# 涂氏先茔
涂氏先茔，位于中国河北省邯郸市合漳乡白芟村，为邯郸市涉县的一个省级文物保护单位，类型为古墓葬，公布时间为2001年2月7日。
涂氏先茔的历史年代为清代。